# Forças Terrestres do Exército de Libertação Popular
As Forças Terrestres do Exército de Libertação Popular  (FTELP; chinês tradicional: 中國人民解放軍陸軍, chinês simplificado: 中国人民解放军陆军, pinyin: Zhōngguó Rénmín Jiěfàngjūn Lùjūn) é o ramo de serviço terrestre do Exército de Libertação Popular é o maior e mais antigo ramo de todas as forças armadas chinesas. As Forças Terrestres podem traçar sua linhagem desde 1927 como o Exército Vermelho Chinês; no entanto, não foi oficialmente estabelecido até 1948. Em 2013, foi reportado que pelo menos 1 600 000 militares serviam no exército chinês, fazendo desta força terrestre a maior do mundo.

## História
Em fevereiro de 1949, o grande número existente de exércitos e divisões foram regularizado em até setenta exércitos de três divisões cada. Enquanto alguns, como o 1º Exército, sobreviveram por mais de cinquenta anos, vários foram rapidamente amalgamados e desfeitos no início dos anos 1950. Parece que vinte por cento ou mais dos setenta novos exércitos foram desativados até 1953; somente em 1952, o 3º, 4º, 10º, 17º, 18º e 19º Exércitos foram dissolvidos.
As forças terrestres do ELP consistem em unidades principais e regionais armadas convencionalmente, que em 1987 representavam mais de 70 por cento do ELP. Fornecia uma boa defesa convencional, mas em 1987 tinha apenas um potencial ofensivo limitado e estava mal equipado para guerra nuclear, biológica ou química . As forças principais incluíam cerca de 35 grupos de exércitos, compreendendo 118 divisões de infantaria, 13 divisões blindadas e 33 divisões de artilharia e artilharia antiaérea, além de 71 regimentos independentes e 21 batalhões independentes de tropas de apoio. As forças regionais consistiam em 73 divisões de defesa de fronteira e tropas de guarnição mais 140 regimentos independentes.
Sob o sistema antigo, um exército de campo consistia em três divisões de infantaria parcialmente motorizadas e dois regimentos de artilharia e artilharia antiaérea. Cada divisão do exército de campo tinha mais de 12.000 pessoas em três regimentos de infantaria, um regimento de artilharia, um regimento blindado e um batalhão de artilharia antiaérea. A organização era flexível, os escalões superiores eram livres para adaptar as forças para o combate em torno de qualquer número de divisões de infantaria. Pelo menos teoricamente, cada divisão tinha sua própria armadura e artilharia - os níveis reais de equipamento não foram revelados e provavelmente variaram e os recursos no nível do exército dentro das unidades independentes poderiam ser distribuídos conforme necessário.
Em 1987, os novos grupos de exércitos da força principal incluíam tipicamente 46.300 soldados em até quatro divisões, que se acredita incluir elementos de infantaria, blindados, artilharia, defesa aérea, aerotransportada e apoio aéreo. Embora os novos grupos de exércitos devessem refletir uma mudança para operações de armas combinadas, devido à falta de mecanização, eles continuaram a consistir de infantaria apoiada por blindados, artilharia e outras unidades. As 13 divisões blindadas tinham, cada uma, 3 regimentos e 240 tanques de batalha principais, mas careciam de apoio de infantaria mecanizada adequado.
Houve pouca evidência do uso de veículos blindados durante o conflito de fronteira sino-vietnamita em 1979, os tanques foram usados como artilharia móvel e como suporte para a infantaria desmontada. As forças de artilharia enfatizaram canhões rebocados, obuses e lançadores de foguetes múltiplos montados em caminhões. Na década de 1980, alguma artilharia autopropulsada entrou em serviço, mas o ELP também produziu lançadores de foguetes como uma alternativa mais barata, mas não totalmente eficaz, aos canhões autopropulsados. Havia uma variedade de equipamentos de construção, pontes móveis, caminhões e motores principais. Um novo lançador de foguetes múltiplos para espalhar minas antitanque apareceu em 1979, mas o equipamento de colocação e desminagem de minas permaneceu escasso.
As forças regionais consistiam em tropas do ELP em tempo integral organizadas como divisões independentes para missões de guarnição. As divisões de guarnição eram unidades estáticas de artilharia pesada posicionadas ao longo da costa e fronteiras em áreas de provável ataque. As forças regionais estavam menos armadas do que suas contrapartes da força principal e estavam envolvidas no treinamento da milícia. Eles eram as unidades do ELP comumente usadas para restaurar a ordem durante a Revolução Cultural. Quando o presidente Mao proclamou a República Popular da China em 1º de outubro de 1949, as Forças Terrestres eram um exército de camponeses de 4,9 milhões de homens. Depois de algum tempo, iniciou-se a desmobilização de tropas mal treinadas e pouco confiáveis politicamente, resultando na redução do efetivo do exército.
No século 21, as Forças Terrestres do ELP continuam passando por reformas, experimentações, modernizações e reestruturações significativas para lidar com ameaças potenciais e aprimorar suas capacidades. As divisões são reduzidas a brigadas de armas combinadas, que são reorganizadas em grupos de alta prontidão do exército. O escalão de divisão é extinto com apenas um número limitado de estruturas de divisão remanescentes. Embora o tamanho das Forças Terrestres do ELP tenham sido reduzidas nas últimas décadas, elementos intensivos em tecnologia, como forças de operações especiais (FOE), aviação do exército (helicópteros), mísseis terra-ar (SAMs) e unidades de guerra eletrônica todos foram rapidamente expandidos.

A mais recente doutrina operacional das forças terrestres do ELP destaca a importância da tecnologia da informação, guerra eletrônica e de informação e ataques de precisão de longo alcance em uma eventual guerra futura. Os sistemas de comando, controle e comunicação (C3) baseados em telefone/rádio da geração mais antiga estão sendo substituídos por redes de informações de campo de batalha integradas com redes locais/de área ampla (LAN / WAN), comunicações por satélite, veículos aéreos não tripulados (VANT). sistemas de vigilância e reconhecimento e centros móveis de comando e controle. 

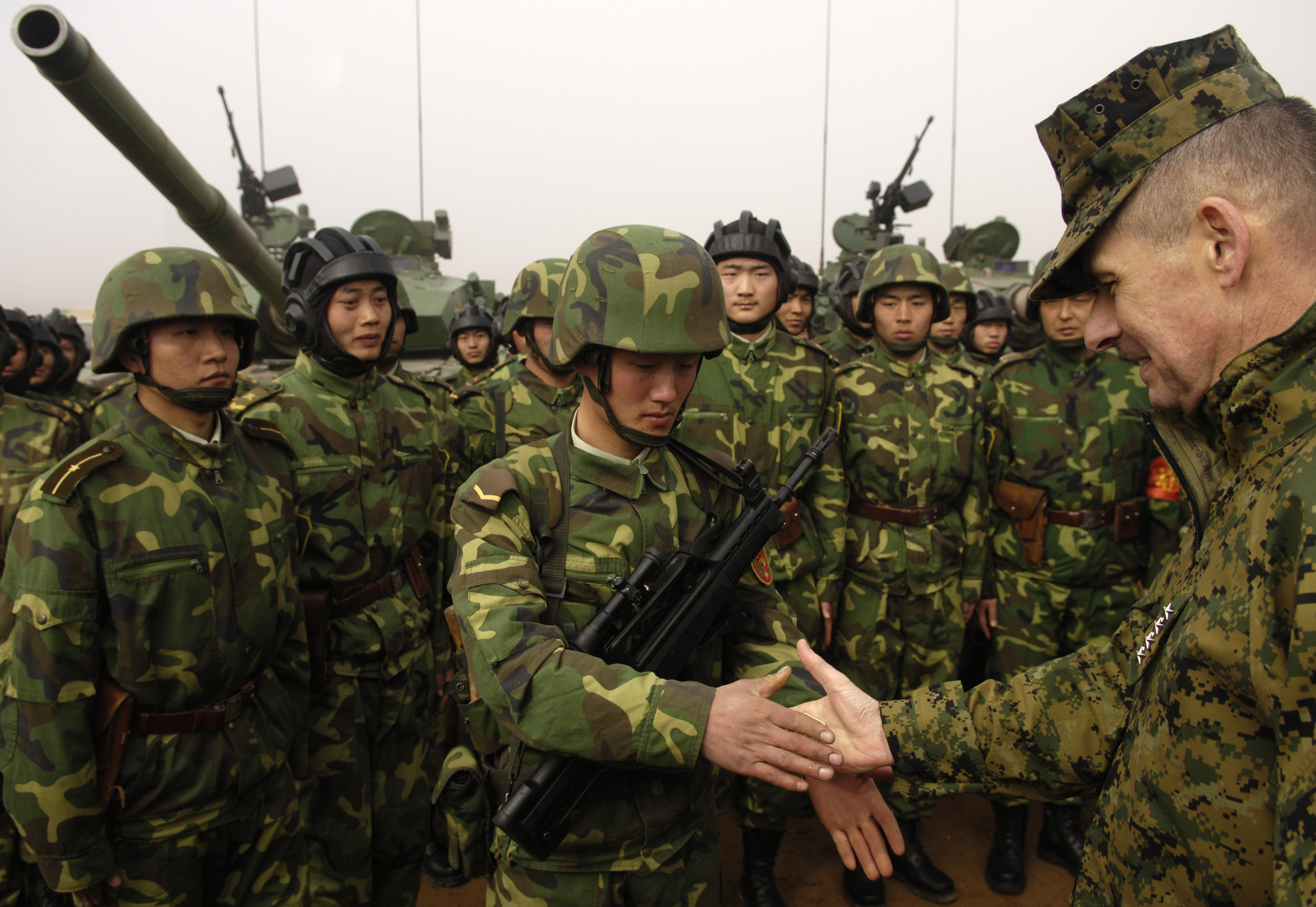
Presidente do Estado-Maior Conjunto, Peter Pace, aperta a mão de petroleiros chineses em Shenyang em 2007
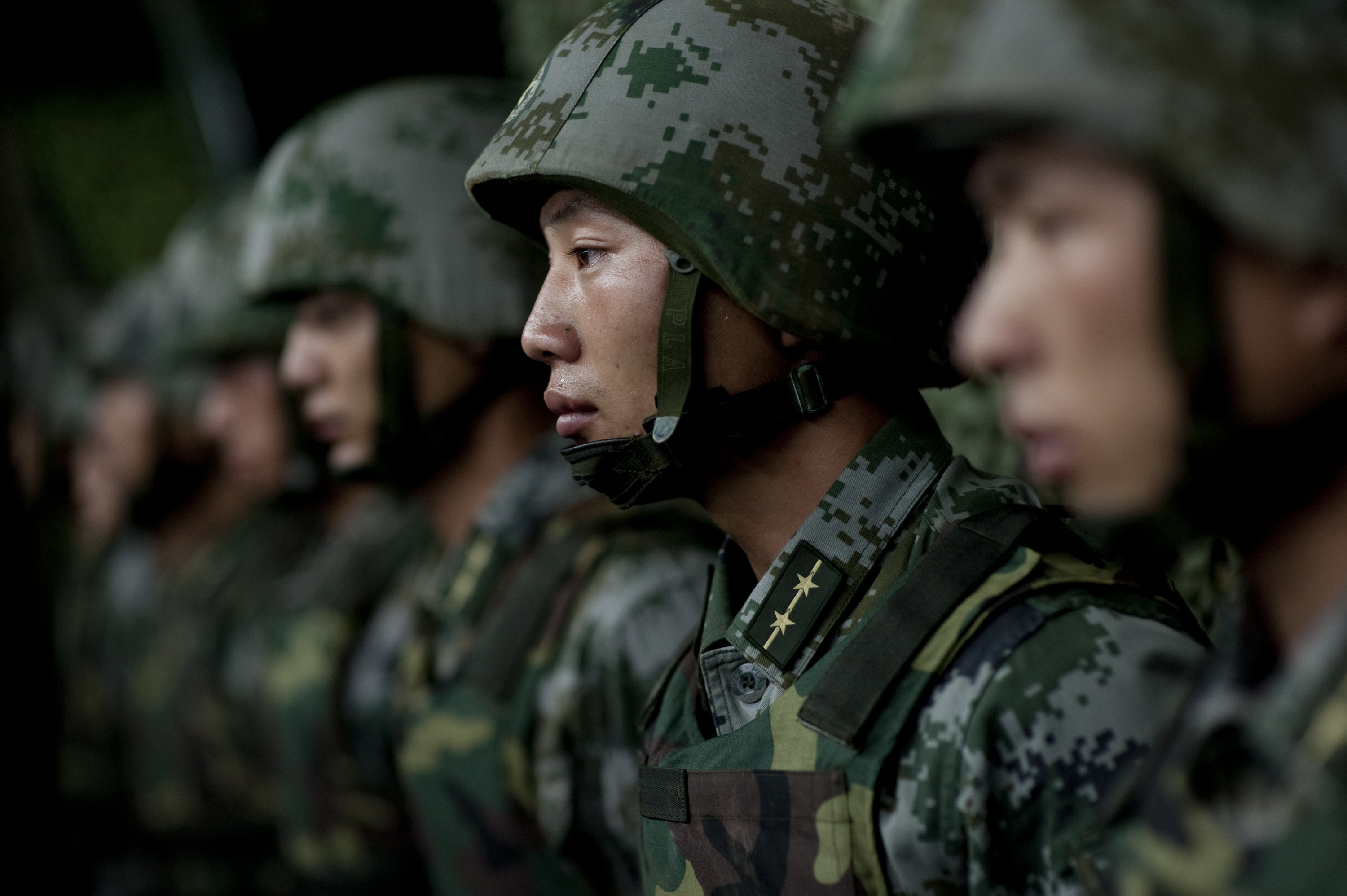
Soldados das Forças Terrestres do Exército de Libertação Popular em 2011
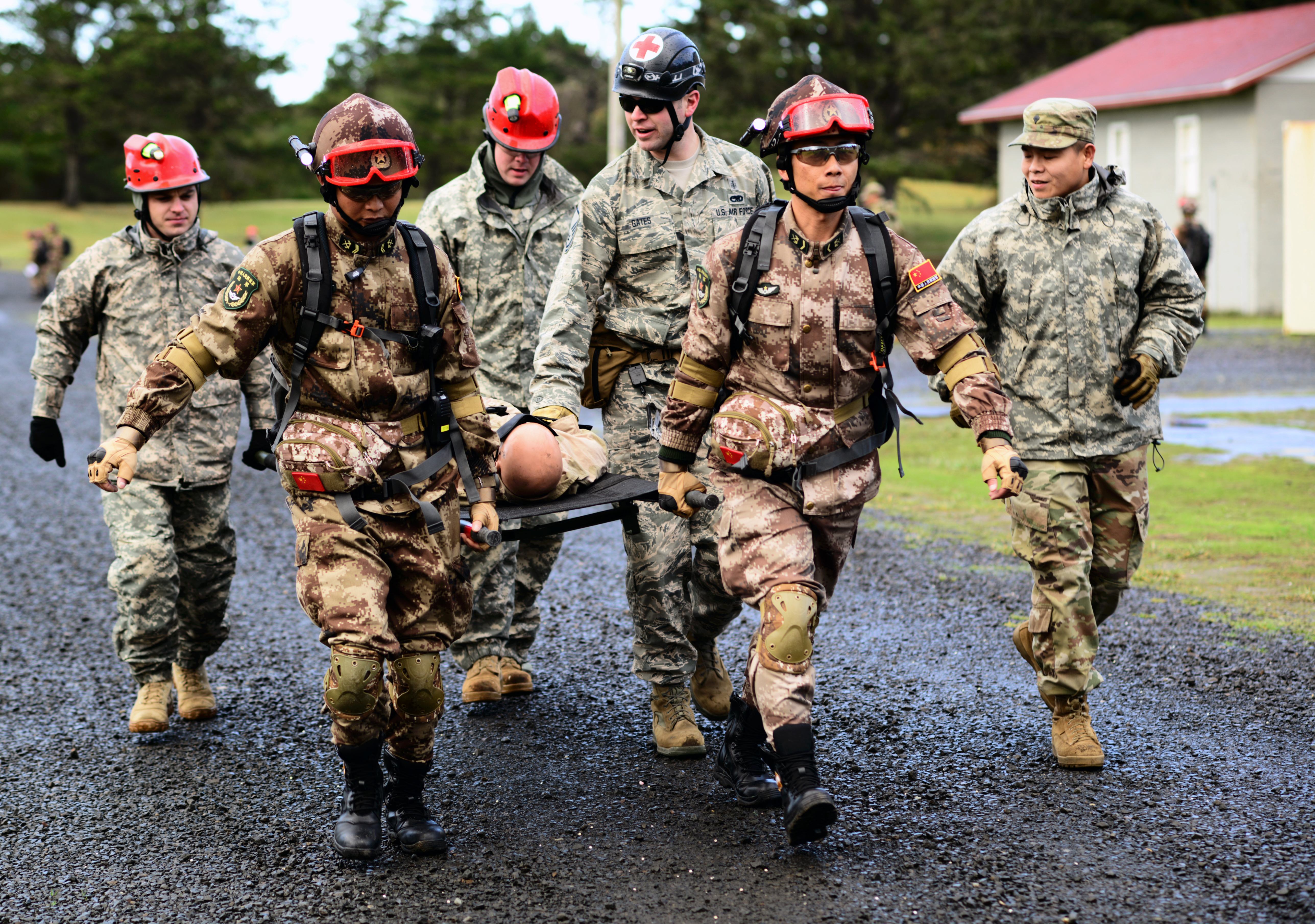
FTELP e a Guarda Nacional do Oregon trabalham ao lado durante um exercício de resposta a desastres em 2017
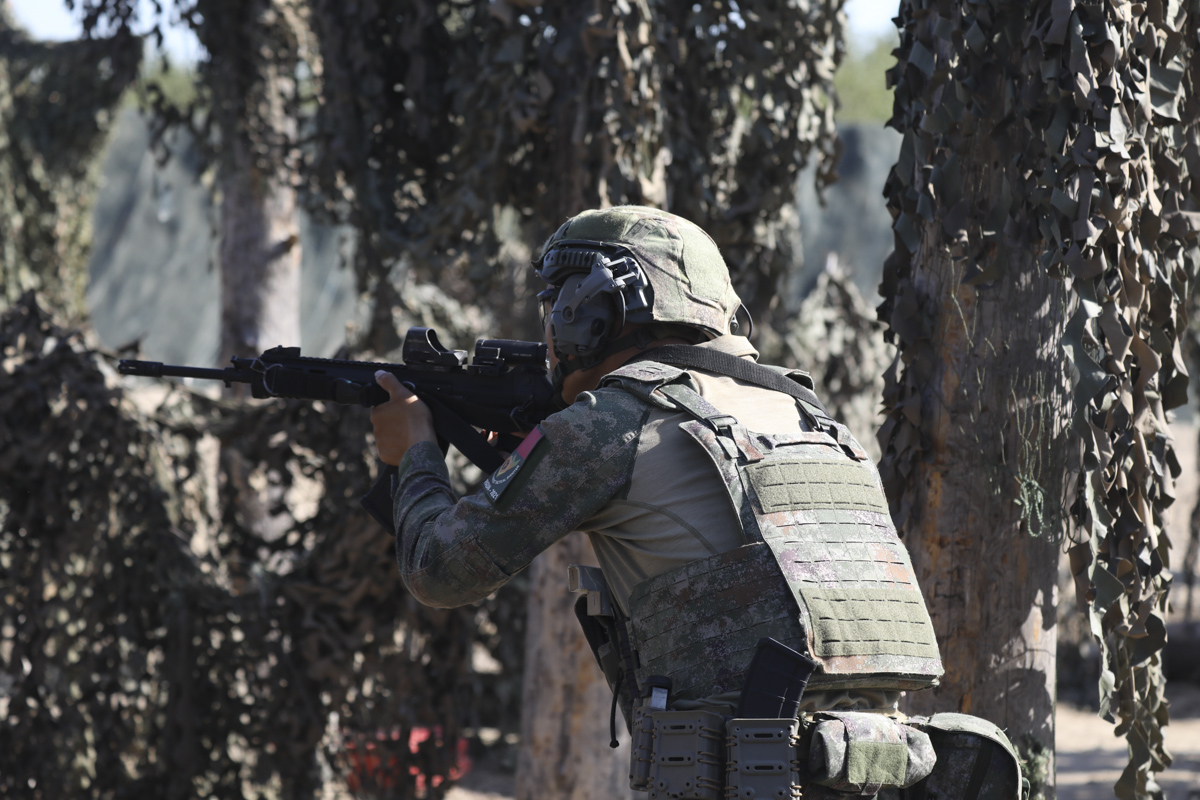
Soldado de infantaria das Forças Terrestres nos Jogos Internacionais do Exército em 2021

## Estrutura

### Organizações

Os cinco comandos de teatro do ELP (em inglês)[http://www.defense.gov/Portals/1/Documents/pubs/2016%20China%20Military%20Power%20Report.pdf

A Força Terrestre do Exército de Libertação Popular opera sob a autoridade de comando da Comissão Militar Central por meio de comandos de teatro. Os comandos de teatro do Exército de Libertação Popular (CTELP) são comandos de operação conjunta que detêm controle extensivo sobre a Força Terrestre, a Marinha, a Força Aérea e a Forças de Foguetes. Comandos de teatro são organizações táticas, políticas e burocráticas orientadas para a defesa, encarregadas de operar em diferentes áreas geográficas da China. Eles são responsáveis por desenvolver estratégias, táticas e políticas específicas para suas respectivas áreas, e são diretamente responsáveis por responder a ameaças de segurança dentro de suas regiões designadas. Sob cada comando de teatro, o quartel-general do teatro de operações do Exército é responsável pelas operações táticas dentro do teatro e é capaz de conduzir operações conjuntas com o apoio de outros ramos de serviço militar. Paralelamente aos comandos de teatro, o Departamento do Estado-Maior das Forças Terrestres do ELP, sede do Exército, detém a dupla cadeia de comandos das suas unidades em tempo de paz, gerindo tarefas e funções administrativas. Em tempo de guerra, é provável que os comandos do teatro detenham a autoridade exclusiva de comando sobre os componentes do Exército.
Sob os comandos do teatro de operações, cada governo de nível provincial tem um distrito militar correspondente com a mesma cadeia dupla de estrutura de comando do sistema de comando do teatro de operações. Os quartéis-generais do exército do distrito militar são órgãos militares responsáveis principalmente pelo recrutamento provincial e atribuições de desmobilização, comando das tropas locais da milícia e comando de certas unidades de defesa de fronteira. Sob os distritos militares estão os comandos locais, que fornecem o nível mais baixo de serviço militar, incluindo cotas de recrutamento, serviço de veteranos, verificações de segurança nas fronteiras e educação de defesa nacional em seus respectivos condados, cidades e regiões administrativas municipais. Além da estrutura de comando padronizada, várias unidades do distrito militar estão diretamente subordinadas ao quartel-general do Exército, geralmente em áreas consideradas sensíveis pelas lideranças das Forças Terrestres, incluindo Pequim, Hong Kong e Xinjiang.
A antecessora do comando do teatro, a região militar, foi substituída pela estrutura atual após a reforma de 2015.

### Ramos de serviço
As Forças Terrestres do Exército de Libertação Popular tem exército regular permanente e força de reserva. Embora o alistamento militar seja empregado na China por lei, o serviço militar obrigatório não foi implementado desde 1949, pois o Exército de Libertação Popular conseguiu recrutar voluntariamente um número suficiente. A milícia chinesa não é um componente do Exército de Libertação Popular, no entanto, eles poderiam fornecer um certo grau de função de reserva, o que foi indicado pelo "Esboço de Avaliação e Treinamento Militar da Milícia" divulgado pelo Departamento do Estado-Maior do Exército de Libertação Popular  em 2007.
Ramos de serviço das Forças Terrestres (chinês: 兵种, pinyin: Bīngzhǒng) são compostos de infantaria (incluindo infantaria mecanizada), tanque, artilharia, defesa aérea, aviação, engenharia militar, anti-química (defesa nuclear, biológica e química), comunicações, operação especial, logística, reconhecimento, guerra eletrônica, etc. Esses ramos de serviço têm suas respectivas instituições de ensino militar.

### Estrutura operacional
A estrutura operacional do ELP reflete as missões estratégicas, o ambiente político e as circunstâncias geográficas da China. Existem 13 exércitos de grupos formando os corpos de exército (chinês: 集团军, pinyin: Jítuánjūn; também conhecido como corpo combinado) desde o final de abril de 2017, dividido entre cinco comandos do Teatro — Leste, Sul, Norte, Oeste e Central. Dentro dos grupos de exércitos, as antigas divisões (chinês: 师, pinyin: shī) estão sendo reduzidos a brigadas (chinês: 旅, pinyin: Lǚ). Cada grupo de exército inclui seis brigadas de armas combinadas de manobra, brigadas de apoio de fogo/artilharia, brigadas de defesa aérea, brigadas de aviação, brigadas de operações especiais, brigadas de apoio ao combate e brigadas de apoio.
Os componentes de combate de manobra dos exércitos do grupo são brigadas de armas combinadas (chinês: 合成旅, pinyin: Héchénglǚ), incluindo uma mistura de brigadas de armas combinadas pesadas, brigadas de armas combinadas médias, brigadas de armas combinadas leves, brigadas de armas combinadas anfíbias e brigadas de armas combinadas de montanha. A prática é funcionalmente semelhante ao conceito de equipe de combate da brigada do Exército dos EUA, com modificações exclusivas influenciadas pela diversidade de terreno, prioridade estratégica, sistema político e história militar da China.
As brigadas de armas combinadas pesadas, médias e leves do ELP compartilham uma construção modular, assemelhando-se a suas unidades superiores e subordinadas no nível de corpo e batalhão. Uma típica brigada de armas combinadas, as Forças Terrestres tem o QG da brigada, quatro batalhões de combate de manobra e outros batalhões de apoio. Por exemplo, uma brigada pesada de armas combinadas inclui quatro batalhões de armas combinadas (chinês: 合成营, pinyin: Héchéngyíng), um batalhão de artilharia, um batalhão de defesa aérea, um batalhão de reconhecimento, um batalhão de apoio ao combate e um batalhão de apoio.
Os batalhões de armas combinadas aplicam uma estrutura extraída do escalão brigada. Por exemplo, batalhões de armas combinadas pesadas consistem em companhias de batalhões HQ (incluindo pelotões subordinados de médicos, reconhecimento e defesa aérea), quatro companhias de combate de manobra, incluindo duas companhias de tanques (14 tanques por companhia) e duas infantarias mecanizadas companhias (14 viaturas por companhia), uma companhia de poder de fogo, e uma companhia de apoio/sustentação de combate.
Antes da reforma de 2015, o Instituto Internacional de Estudos Estratégicos (IISS) atribuiu à Força Terrestre do ELP nove divisões blindadas ativas compostas por várias brigadas blindadas, 25 divisões de infantaria (mecanizadas ou motorizadas), organizadas em várias brigadas de infantaria e 8 divisões de artilharia, também organizadas em brigadas de artilharia de campanha. Dennis Blasko escreveu em 2000 que a estrutura tradicional das divisões do ELP (blindadas e mecanizadas) consistia aproximadamente em três regimentos – tuan (chinês: 团, pinyin: Tuán) - do braço de serviço principal, cada um dos três batalhões (chinês: 营, pinyin: yíng) mais unidades de apoio, um quarto regimento/brigada de infantaria (em uma divisão blindada) ou blindado (em uma divisão de infantaria), um regimento de artilharia de campanha, um regimento ou batalhão de defesa antiaérea e sinais, engenharia, reconhecimento e batalhões ou companhias de defesa química, além de unidades de apoio ao serviço de combate.

### Forças de operações especiais
O ELP se interessou pela guerra especial moderna em meados da década de 1980, quando estava mudando da "Guerra Popular" para a "defesa ativa". Após a reforma, as forças de operações especiais do ELP são organizadas sob o nível de corpo combinado, como brigadas de operações especiais (chinês: 特战旅, pinyin: Tèzhànlǚ). As brigadas de operações especiais fornecem reconhecimento orgânico profundo e capacidade de operação de comando para as operações de manobra de armas combinadas de seus respectivos grupos de exércitos, e são altamente especializadas para operar em seu teatro específico. Diferentemente das forças de operações especiais de estilo ocidental, as brigadas de operações especiais das Forças Terrestres concentram-se em operar em ambientes militares convencionais com missões de reconhecimento, aquisição de alvos, sabotagem, incursões e busca e salvamento. A guerra não convencional, o contraterrorismo, a defesa interna estrangeira, os assuntos civis e a capacidade de segurança interna na China são cobertos pelas unidades de operações especiais da Polícia Armada do Povo, em vez das forças armadas.

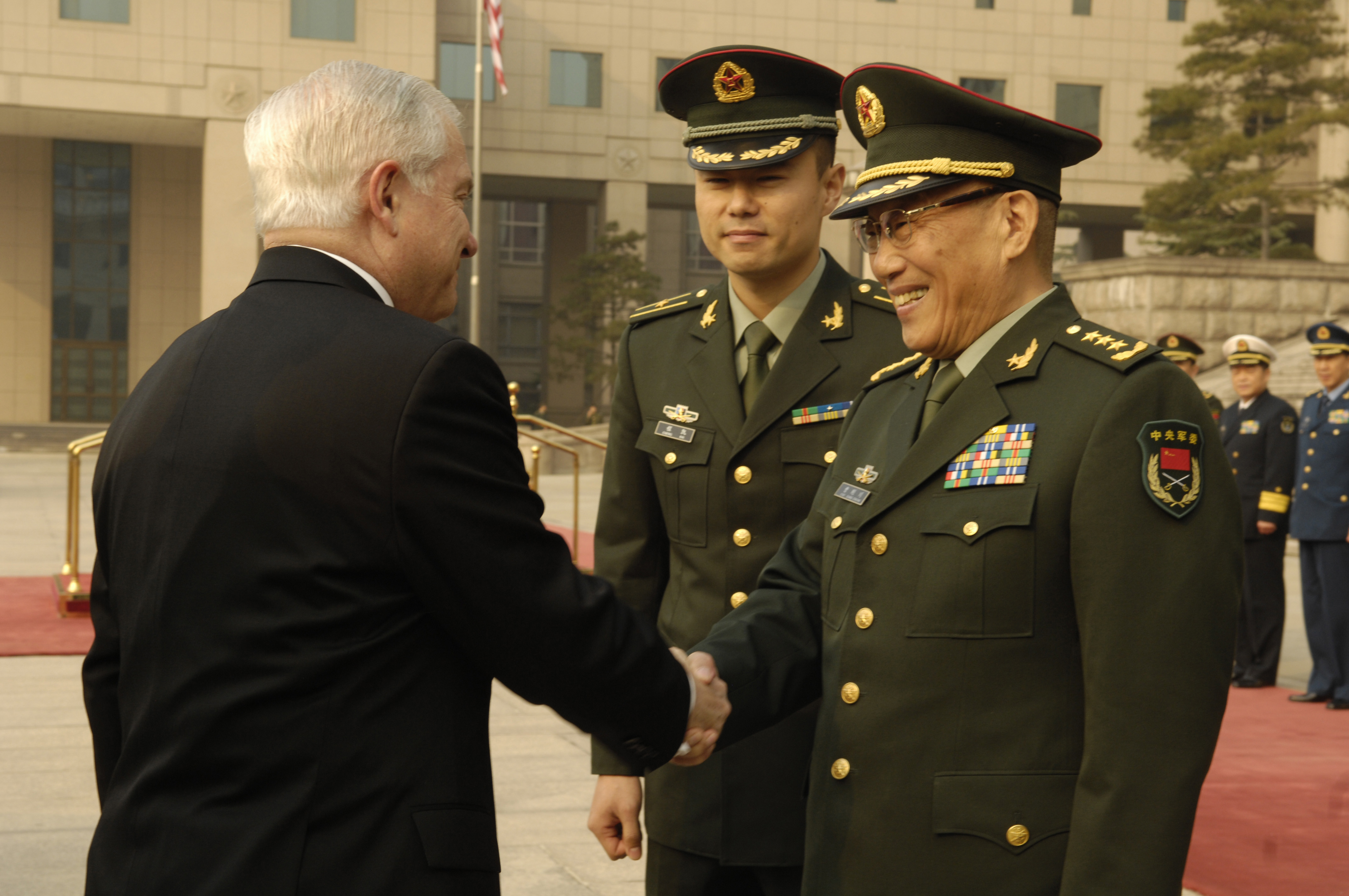
O secretário de Defesa dos EUA, Robert Gates, cumprimenta o ministro da Defesa chinês, Cao Gangchuan, em Pequim, China, em 5 de novembro de 2007
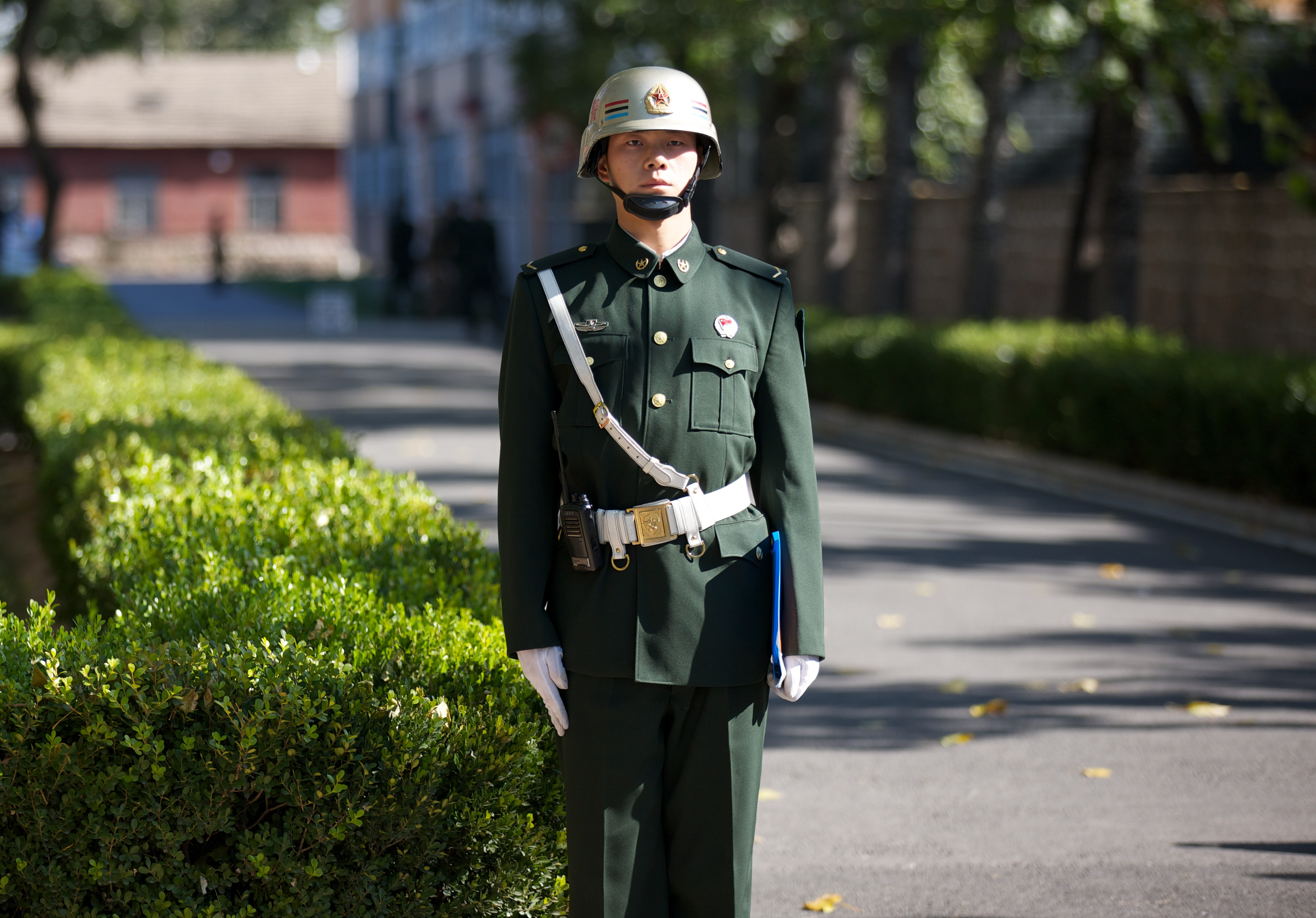
Guarda militar das Forças Terrestres em 2012
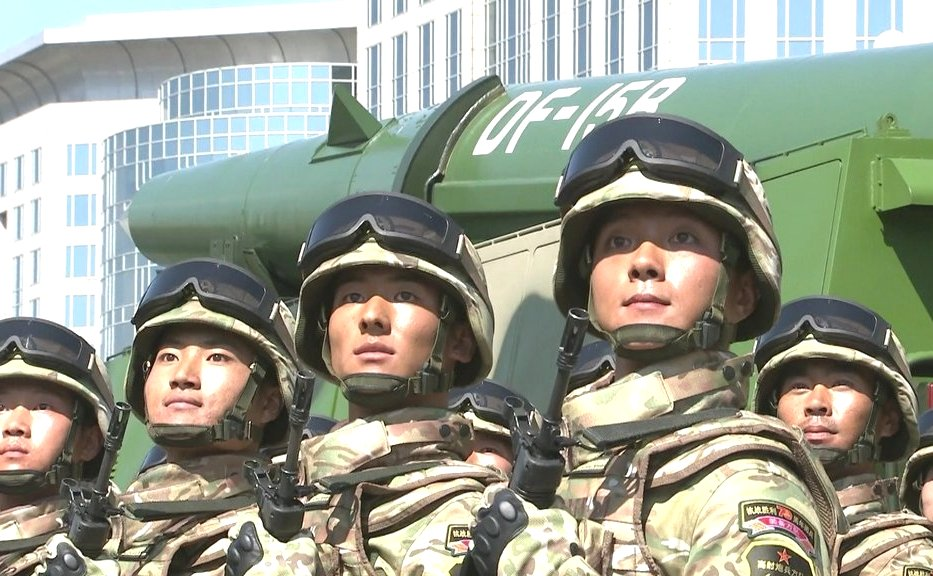
Soldados de infantaria das Forças Terrestres no Desfile do Dia da Vitória na China de 2015

## Pessoal

### Oficiais comissionados
O sistema atual de postos de oficiais e insígnias é estabelecido em 1988. Existem vários caminhos para se tornar um oficial comissionado, como ingressar em uma academia militar, frequentar o programa de oficiais da reserva ou o programa de seleção de quadros.

Oficiais podem usar Camarada para se dirigir formalmente a outro membro das forças armadas ("camarada" mais posto ou posição, como em "camarada coronel", "camarada líder de batalhão" ou simplesmente "camarada(s)" quando faltam informações sobre a patente da pessoa, ou conversando com várias pessoas de serviço).
| Título               | 上将 Shang jiang | 中将 Zhong jiang | 少将 Shao jiang | 大校 Da xiao   | 上校 Shang xiao | 中校 Zhong xiao | 少校 Shao xiao | 上尉 Shang wei | 中尉 Zhong wei   | 少尉 Shao wei   | 学员 Xue yuan  |
| -------------------- | ---------------- | ---------------- | --------------- | -------------- | --------------- | --------------- | -------------- | -------------- | ---------------- | --------------- | -------------- |
| Tradução equivalente | General          | Tenente-general  | Major-general   | Coronel sênior | Coronel         | Tenente-coronel | Major          | Capitão        | Primeiro-tenente | Segundo-tenente | Cadete oficial |
| Insígnia de ombro    |                  |                  |                 |                |                 |                 |                |                |                  |                 |                |
| Insígnias do colar   |                  |                  |                 |                |                 |                 |                |                |                  |                 |                |

### Pessoal alistado
O sistema atual de outros graus e insígnias data de 2009. Sargento e cabo são referidos como suboficiais. Os novos recrutas não têm patentes militares antes da conclusão do campo de treinamento e serão premiados com a patente de soldado raso depois de se formarem no treinamento de indução. De acordo com o Artigo 16 do Capítulo 3 do "Regulamento sobre o Serviço de Soldados Ativos do Exército de Libertação Popular da China" (chinês: 中国人民解放军现役士兵服役条例), "O menor posto alistado é Privado".
Os recrutas podem ser promovidos a soldados rasos de primeira classe no segundo ano. Ao final de dois anos, os recrutas podem se aposentar ou se tornar suboficiais se forem voluntários, embora o cargo exija pelo menos diploma do ensino médio, habilidades especializadas ou realização de cursos de treinamento. Eles também podem frequentar uma academia militar para se tornarem oficiais após avaliações.
Em 2014, o cargo de "mestre-chefe" ou "sargento-mor" da unidade é estabelecido para premiar sargentos experientes que podem auxiliar pelotões, companhias, batalhões e comandos superiores em responsabilidades de liderança e treinamento.

Soldados podem usar Camarada para se dirigir formalmente a outro membro das forças armadas ("camarada" mais posto ou posição, como em "camarada sargento", "camarada líder de esquadrão" ou simplesmente "camarada(s)" quando faltam informações sobre a patente da pessoa, ou conversando com várias pessoas de serviço).
| Título               | 一级军士长 Yi ji jun shi zhang  | 二级军士长 Er ji jun shi zhang | 三级军士长 San ji jun shi zhang | 四级军士长 Si ji jun shi zhang | 上士 Shang shi | 中士 Zhong shi | 下士 Xia shi | 上等兵 Shang deng bing | 列兵 Lie bing |
| -------------------- | ------------------------------- | ------------------------------ | ------------------------------- | ------------------------------ | -------------- | -------------- | ------------ | ---------------------- | ------------- |
| Tradução equivalente | Sargento mestre primeira classe | Sargento mestre segunda classe | Sargento mestre terceira classe | Sargento mestre quarta classe  | Sargento-chefe | Sargento       | Cabo         | Anspeçada              | Soldado raso  |
| Insígnia de ombro    |                                 |                                |                                 |                                |                |                |              |                        |               |
| Insígnias do colar   |                                 |                                |                                 |                                |                |                |              |                        |               |

## Equipamentos

### Equipamentos pesados

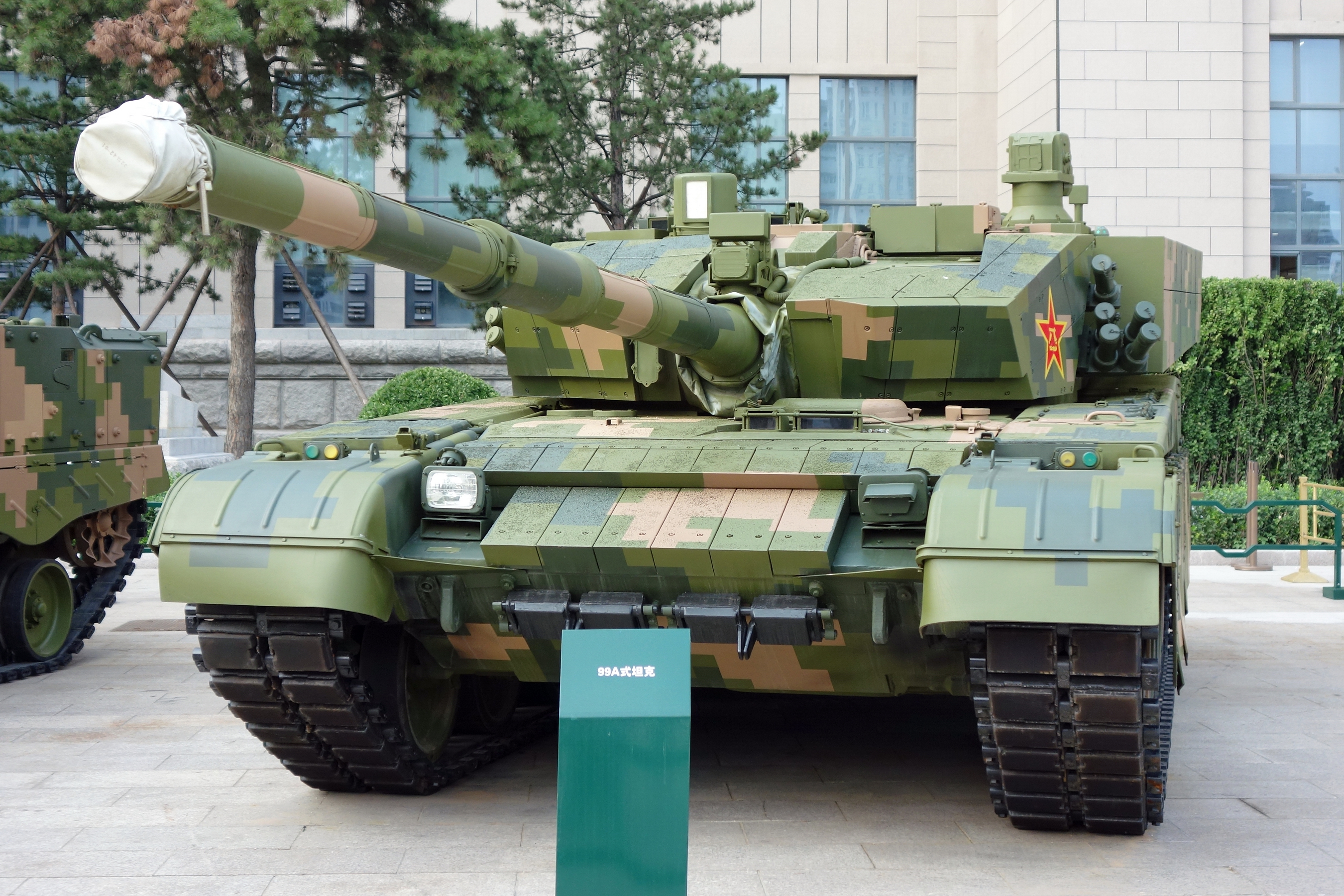
Tanque de batalha principal tipo 99A

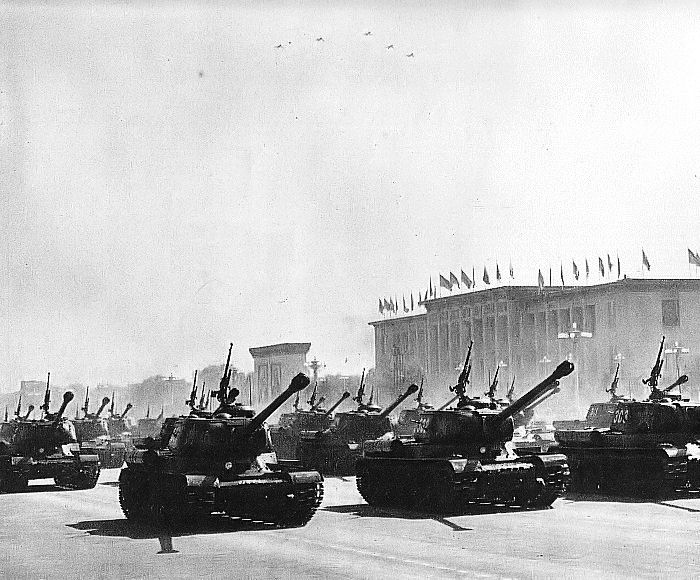
Tropas de tanques em exibição no 10º aniversário da fundação da RPC em 1959

As Forças Terrestres do ELP é fortemente mecanizada com plataformas blindadas, capacidade avançada de guerra eletrônica, poder de fogo concentrado e sistemas de armas modernos que são competitivos contra os equivalentes ocidentais. As forças Terrestres são dividida em unidades de armas combinadas pesadas, médias e leves altamente mecanizadas. As brigadas pesadas de armas combinadas são blindadas com tanques de batalha principais e veículos de combate de infantaria com esteiras, as brigadas de armas combinadas médias são armadas com veículos de combate de infantaria com esteiras ou rodas e as brigadas leves de armas combinadas são mobilizadas com veículos blindados, caminhões MRAP ou carros blindados.
No nível do corpo combinado, as Forças Terrestres empregam brigadas de armas combinadas, sistemas de artilharia pesada, sistemas de defesa aérea de médio alcance, forças especiais, unidades de aviação do exército e vários sistemas de apoio de engenharia e guerra eletrônica. Os sistemas de armas neste nível incluem o obus PLZ-05, obus PCL-181, o lançador de foguetes múltiplo PHL-03/16 e o sistema de defesa aérea HQ-16. Os recursos aéreos dentro da brigada de aviação incluem o helicóptero de ataque Z-10, helicóptero de reconhecimento Z-19 e o helicóptero utilitário Z-20, etc. Sistemas aéreos não tripulados são amplamente empregados em formações de ELP de todos os tipos. No nível de brigada de armas combinadas, o QG da brigada pode implantar vários batalhões de armas combinadas compostos por tanques, canhões de assalto e veículos de combate de infantaria (VCI), como o tanque ZTZ-99A, ZBD-04A IFV, ZBL-08 CVI, ZTL -11 e o veículo de ataque rápido CSK-181 MRAP. O batalhão de apoio de fogo, reconhecimento e defesa aérea está equipado com artilharia autopropulsada, lançadores de foguetes, porta-mísseis, veículos aéreos não tripulados e sistemas de defesa aérea como PLZ-07, PLL-09, PCL-161/171, PHL-11, PHZ-11, PGZ-09/95, PGL-12/AA, HQ-17/A e AFT-9/10.
No nível de batalhão, o QG do batalhão pode dirigir companhia de tanques, companhia de armas de assalto, companhia de infantaria mecanizada e companhia de poder de fogo (chinês: 火力连, pinyin: Huǒlìlián) para fornecer manobras rápidas de combate corpo a corpo, com recursos de apoio, incluindo o morteiro de tiro rápido PCP-001, morteiro de canhão autopropulsado PLL-05/PLZ-10, porta-mísseis AFT-8, MANPADS e arma servida pela tripulação sistemas como metralhadora pesada QJG-85, morteiro PP-87 ou PBP-172 mais recente, lançador de granadas automático QLZ-04 e míssil guiado por fio HJ-8E.
Sob cada companhia de infantaria mecanizada estão pelotões de infantaria padrão e um pelotão de poder de fogo (chinês: 火力排, pinyin: Huǒlìpái), que está equipado com argamassa leve, fuzil anti-material, 35mm lançador de granadas automático, vários lançadores de foguetes e metralhadoras pesadas. No nível de pelotão, um pelotão de infantaria mecanizada é composto por nove soldados de infantaria, dos quais sete integrantes são desmontados durante o combate. Os esquadrões de infantaria variam em composição com base no tipo de batalhão de armas combinadas. Os esquadrões de infantaria médios e leves equipam lançadores de foguetes reutilizáveis para melhorar a capacidade antiblindagem e antifortificação, enquanto os esquadrões de infantaria pesada não possuem foguetes de nível de esquadrão, contando com o apoio de fogo do pelotão de fogo ou de seu próprio veículo de combate de infantaria ZBD-04A.

### Armas individuais e da tripulação
O fuzil padrão dos soldados de infantaria do ELP é o QBZ-95/191 com câmara proprietária de 5,8 × 42 mm, e a arma lateral é QSZ-92 com câmara de 5,8 × 21 mm DAP92. As tripulações dos veículos são equipadas com carabina de cano curto QBZ-95B. A QCW-05 é uma submetralhadora de 5,8 mm usada por forças especiais e pessoal não combatente. O tiro certeiro é fornecido pelo rifle de precisão QBU-88/191 e pelo rifle de precisão QBU-141/202. O fogo indireto é fornecido pelo lançador de granadas QLG-10. A espingarda de combate QBS-09 é emitida para arrombamento de portas e batalha de curta distância. O QJB-95 serve como a arma automática do esquadrão com seu carregador de bateria de 75 tiros.
Os lançadores de foguetes descartáveis PF-89, PF-97 e DZJ-08 podem ser distribuídos de forma ad hoc para esquadrões de infantaria para aplicações de fogo direto. Armas de apoio de fogo especializadas, muitas vezes equipadas com foguetes dedicados ou membros de pelotões de poder de fogo, incluem o míssil guiado antitanque HJ-12,   lançador de foguetes PF-98, QLZ-87 e o QLZ-04 35mm lançador automático de granadas, rifle antimaterial QBU-10, lançador de granadas sniper QLU-11, metralhadora antiaérea QJG-02, metralhadora pesada QJZ-89 e PP-89/93 60mm de argamassa.

### Equipamentos e uniformes de infantaria

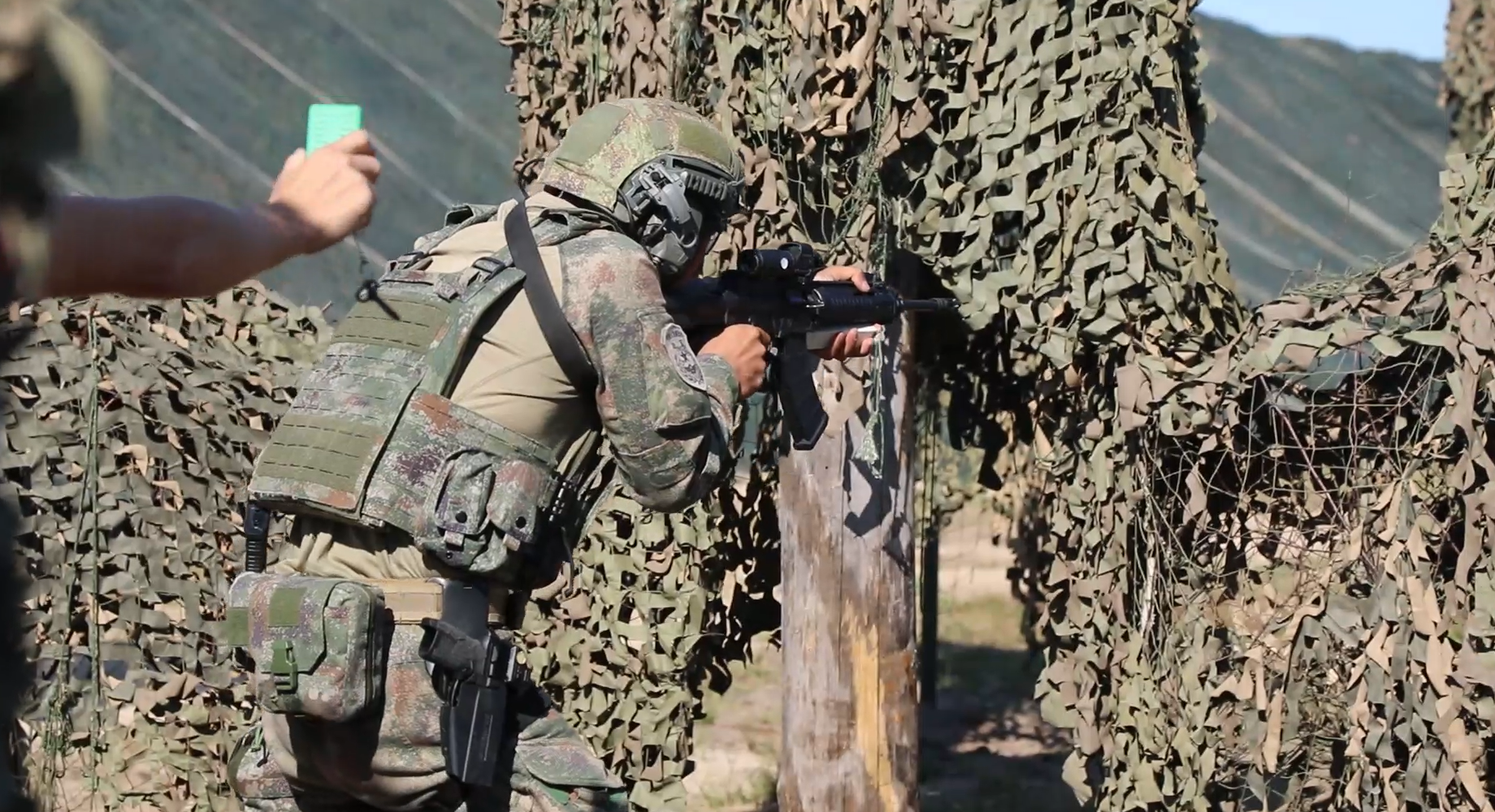
Um soldado das Forças Terrestres armado com um rifle de assalto QBZ-191 e uma pistola QSZ-92A com uniforme Type-19 nos Jogos Internacionais do Exército de 2021

Em 2014, o custo para equipar um único soldado chinês foi de cerca de 9.400 yuans (US$ 1.523). O kit padrão inclui uniformes de camuflagem Tipo 07, capacete, colete tático, máscara de gás, mochila, kit de primeiros socorros, armas de infantaria, cinto trançado, capa de chuva, uniforme camuflado, chaleira e botas de combate. No entanto, os soldados de infantaria regulares raramente usam a armadura corporal armazenada no arsenal. Antes de 2015, apenas o destacamento de operações especiais e os soldados na missão ativa estavam equipados com coletes à prova de balas.
O equipamento de infantaria, como blindagem pesada, rádio pessoal e joelheiras, foi visto no kit padrão em 2015 quando o ELP os implementou em áreas de alto risco, conforme observado em unidades que participam de operações de manutenção da paz e contra-pirataria da ONU. O ELP começou a adquirir armaduras para soldados em grande escala desde março de 2020, com 1,4 milhão de armaduras encomendadas, que incluem 930.000 unidades de placas para coletes à prova de balas universais e 467.000 unidades de placas para um colete à prova de balas aprimorado.
O uniforme Tipo 19 com novos padrões de camuflagem digital xingkong, colete tático, mochila, equipamento de proteção e óculos começou a substituir a série de uniformes Tipo 07 desde 2019. Juntamente com o uniforme, um novo sistema de comunicação, computador pessoal, interface tática e família de rifles de assalto QBZ-191, novas variantes da família de pistolas QSZ-92, juntamente com novos conjuntos de sistemas de armas também estão sendo adotados pelas Forças Terrestres desde 2019. Essas novas atualizações são componentes do novo Sistema Integrado de Combate ao Soldado, um programa que visa reformar o equipamento de infantaria do ELP.

### Transformação
Em 1987, as Forças Terrestres do ELP, que contavam com equipamentos obsoletos, mas úteis, estavam muito ansiosas para melhorar as defesas contra veículos blindados e aeronaves. A maioria dos equipamentos foi produzida a partir de projetos soviéticos da década de 1950, mas as armas estavam sendo atualizadas gradualmente, algumas com tecnologia ocidental. Um exemplo de equipamento de design soviético atualizado foi o Type 69 MBT, uma versão melhorada do Type 59 MBT, baseado no T-54 soviético. O Tipo 69 tinha blindagem aprimorada, um estabilizador de canhão, um sistema de controle de tiro incluindo um telêmetro a laser, holofotes infravermelhos e uma arma de cano liso de 105 mm.
Ainda em 1987 foi revelado na imprensa ocidental a existência de um novo MBT Type 80. O tanque tinha um novo chassi, um 105mm e um sistema de controle de fogo. Acreditava-se que o ELP tinha munições de demolição atômica e havia relatos não confirmados de que também tinha armas nucleares táticas. De qualquer forma, as bombas e mísseis nucleares do inventário chinês poderiam ser usados como teatro de operações.
O ELP tinha uma escassez de mísseis guiados antitanque, mísseis táticos terra-ar e eletrônicos para melhorar as comunicações, controle de fogo e sensores. A China iniciou a produção do míssil antitanque soviético Sagger em 1979, mas carecia de um míssil guiado antitanque semiautomático mais potente e de longo alcance. O ELP exigia um míssil terra-ar móvel e um míssil disparado de ombro de infantaria para uso contra helicópteros e outras aeronaves.
As Forças Terrestres do ELP continuam passando por modernização e reestruturação significativas para lidar com ameaças potenciais e aprimorar suas capacidades. As tropas da linha de frente, como forças especiais, fuzileiros navais e pára-quedistas, recebem prioridade no recebimento de sistemas e equipamentos de armas modernos. Outras áreas de melhoria são suas capacidades C4ISR no campo de batalha, com a introdução de comunicações por satélite, redes sem fio e rádios digitais, os comandantes do exército agora podem manter comunicações constantes com suas unidades de linha de frente enquanto estão em movimento. A maior parte das forças terrestres tem sido solicitada regularmente a operar sob severas condições de contramedidas eletrônicas em exercícios. Também está sendo desenvolvida uma capacidade de guerra centrada em rede conectando diferentes elementos de combate, inteligência, vigilância e reconhecimento para formar uma rede integrada.

### Resumo do equipamento
O inventário das Forças Terrestres do ELP possuem série de veículos militares. Todos os números abaixo são fornecidos pelo Instituto Internacional de Estudos Estratégicos. Veículos auxiliares como veículos de engenharia, veículos de logística, veículos de reconhecimento, bem como equipamentos antiquados e reservados não estão incluídos.
| Tipo                                        | Ativo  |
| ------------------------------------------- | ------ |
| Tanques de batalha principais               | 5.400  |
| Tanques leves                               | 750    |
| Armas de assalto                            | 1.000  |
| Veículos de combate de infantaria           | 7.200  |
| Veículos blindados de transporte de pessoal | 4.350  |
| Veículos blindados anfíbios                 | 900    |
| Porta-mísseis antitanque                    | 1.100  |
| Destruidores de tanques                     | 480    |
| Canhões antitanque rebocados                | 1.308  |
| Artilharia autopropulsada                   | 2.910  |
| Artilharia rebocada                         | 1.234  |
| Argamassas autopropulsadas                  | 1.250  |
| Múltiplos lançadores de foguetes            | 1.640+ |
| Sistemas de mísseis terra-ar                | 614+   |
| Canhões antiaéreos autopropulsados          | 396    |
| Canhões antiaéreos rebocados                | 7.000+ |
| Helicópteros                                | 974+   |

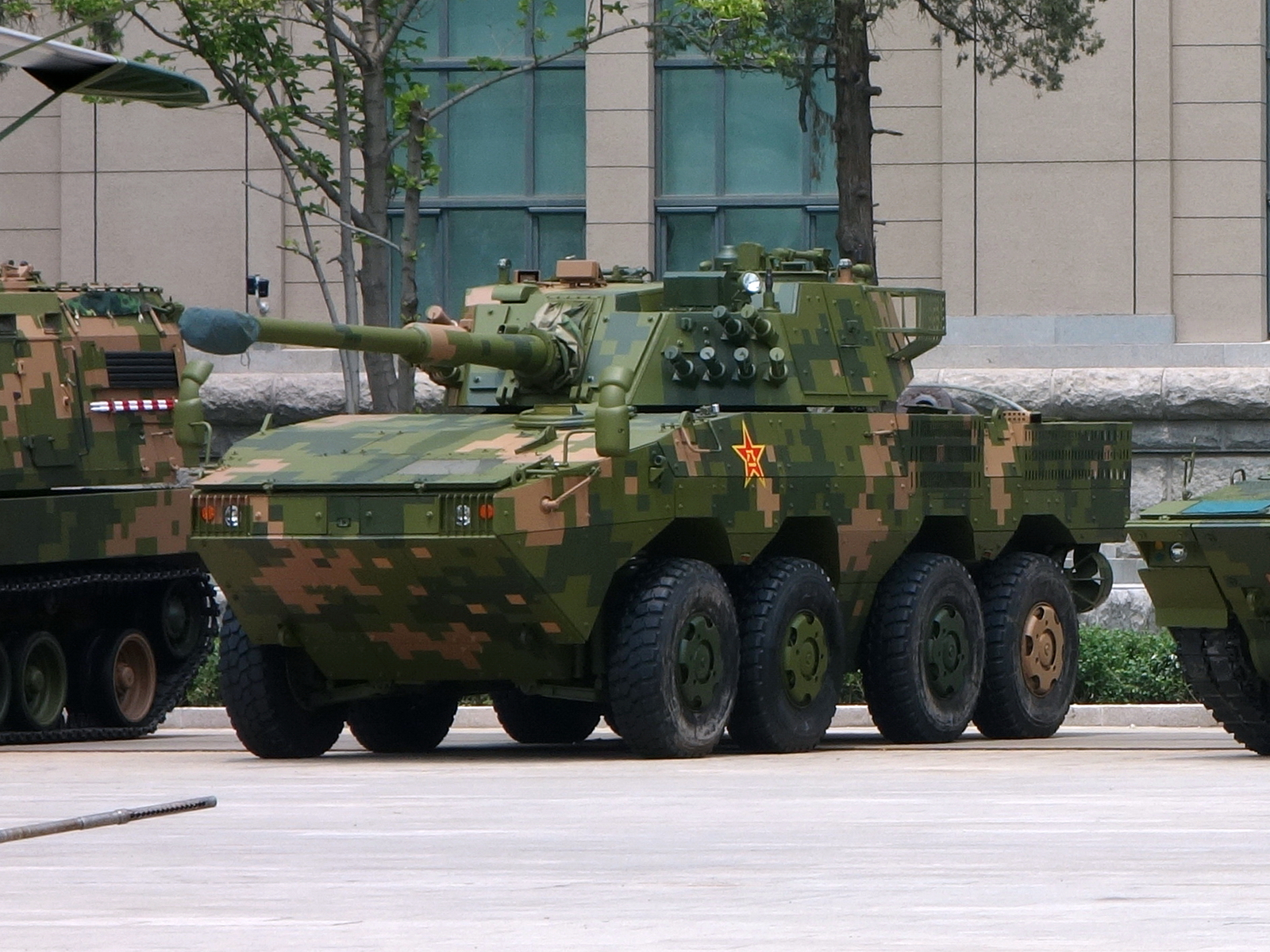
Veículo de assalto ZLT-11
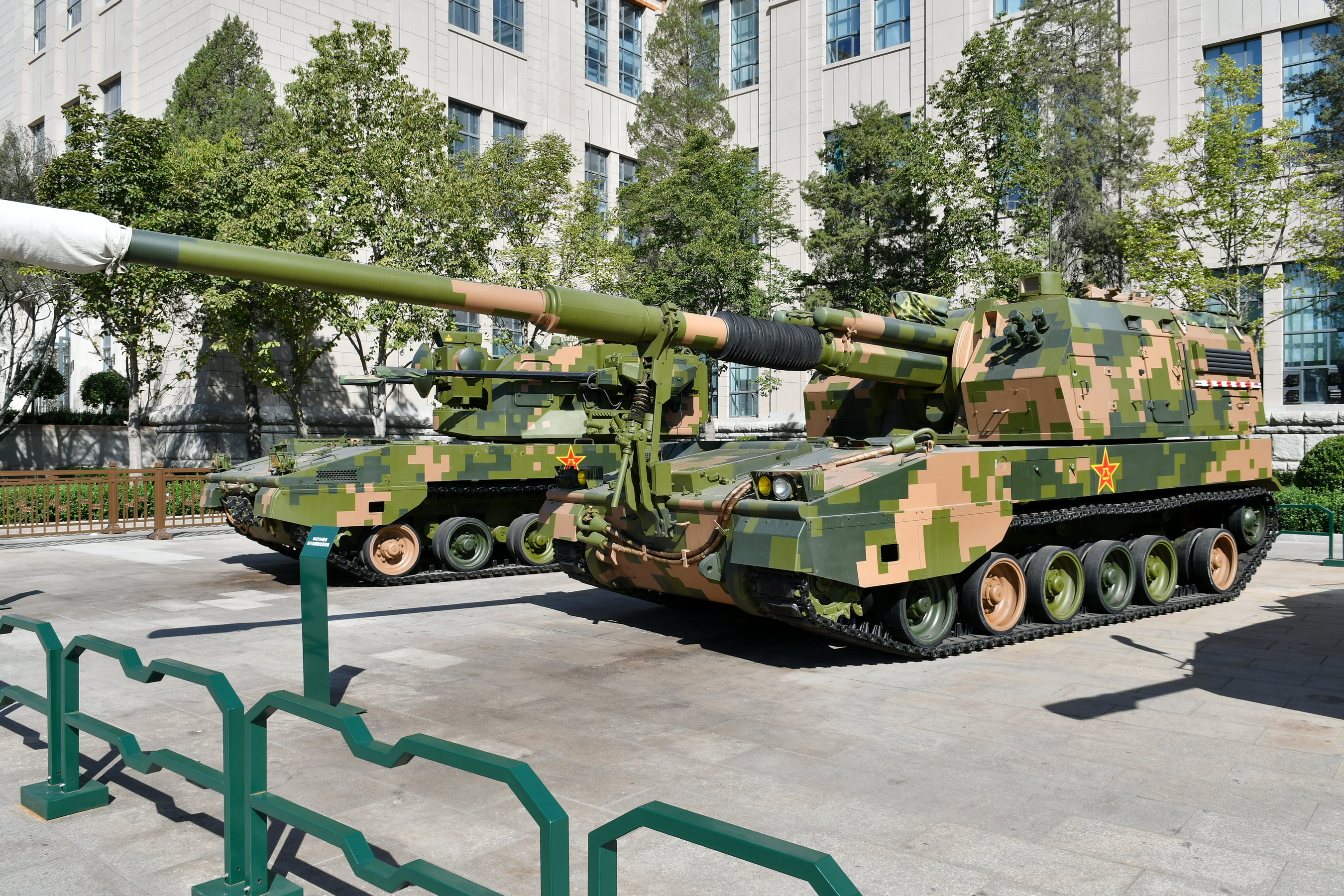
Obuseiro autopropulsado PLZ-05
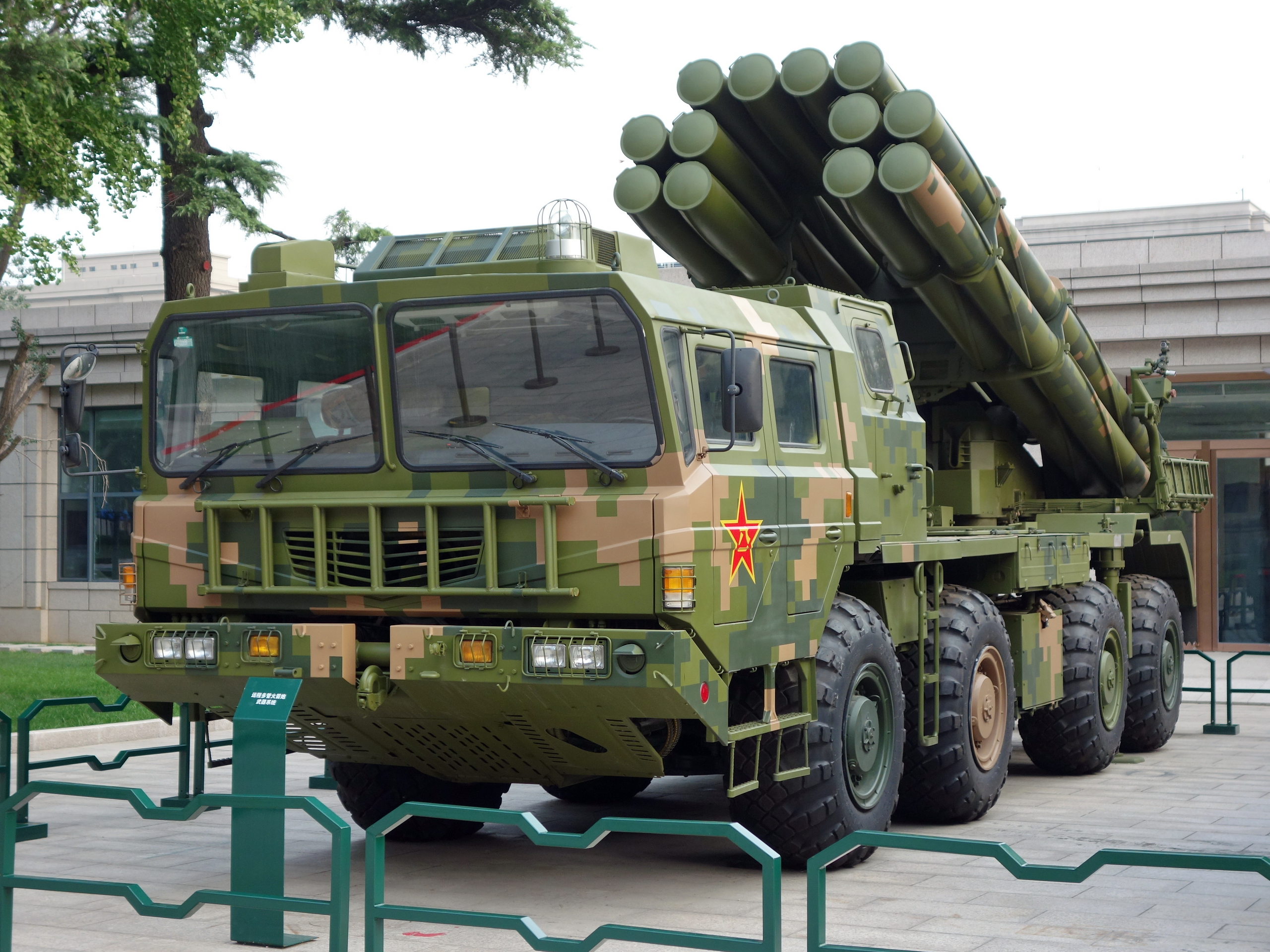
Lançador múltiplo de foguetes PHL-03
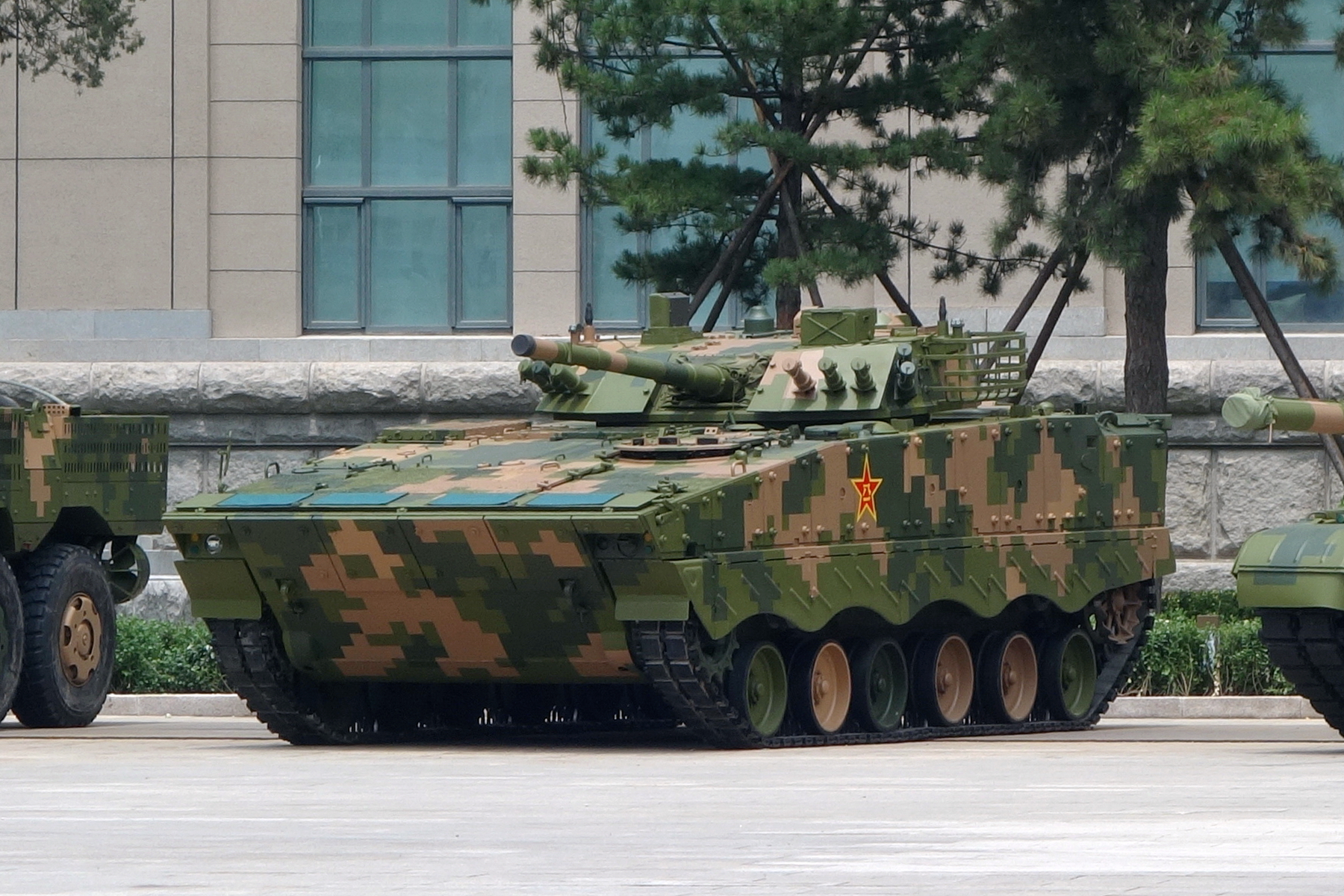
Veículo de combate de infantaria ZBD-04A
Helicóptero de ataque CAIC Z-10
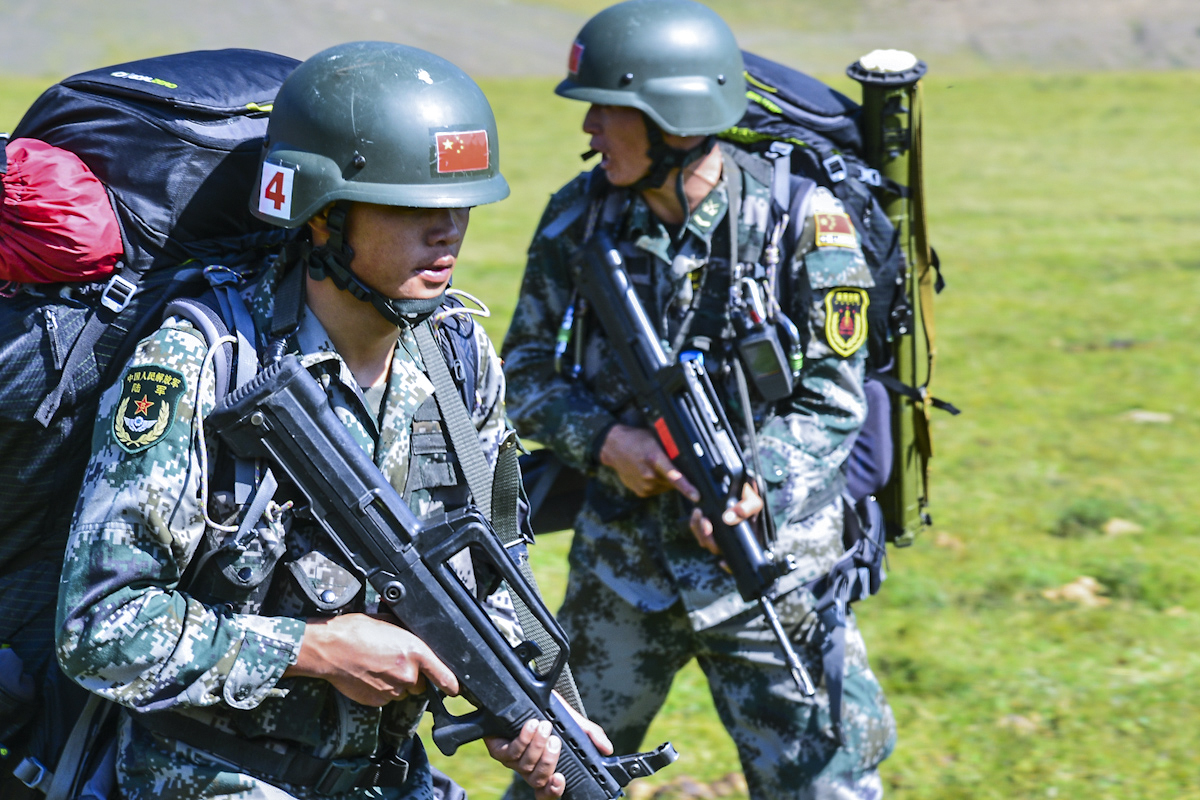
Soldados chineses armados com fuzis QBZ-95.
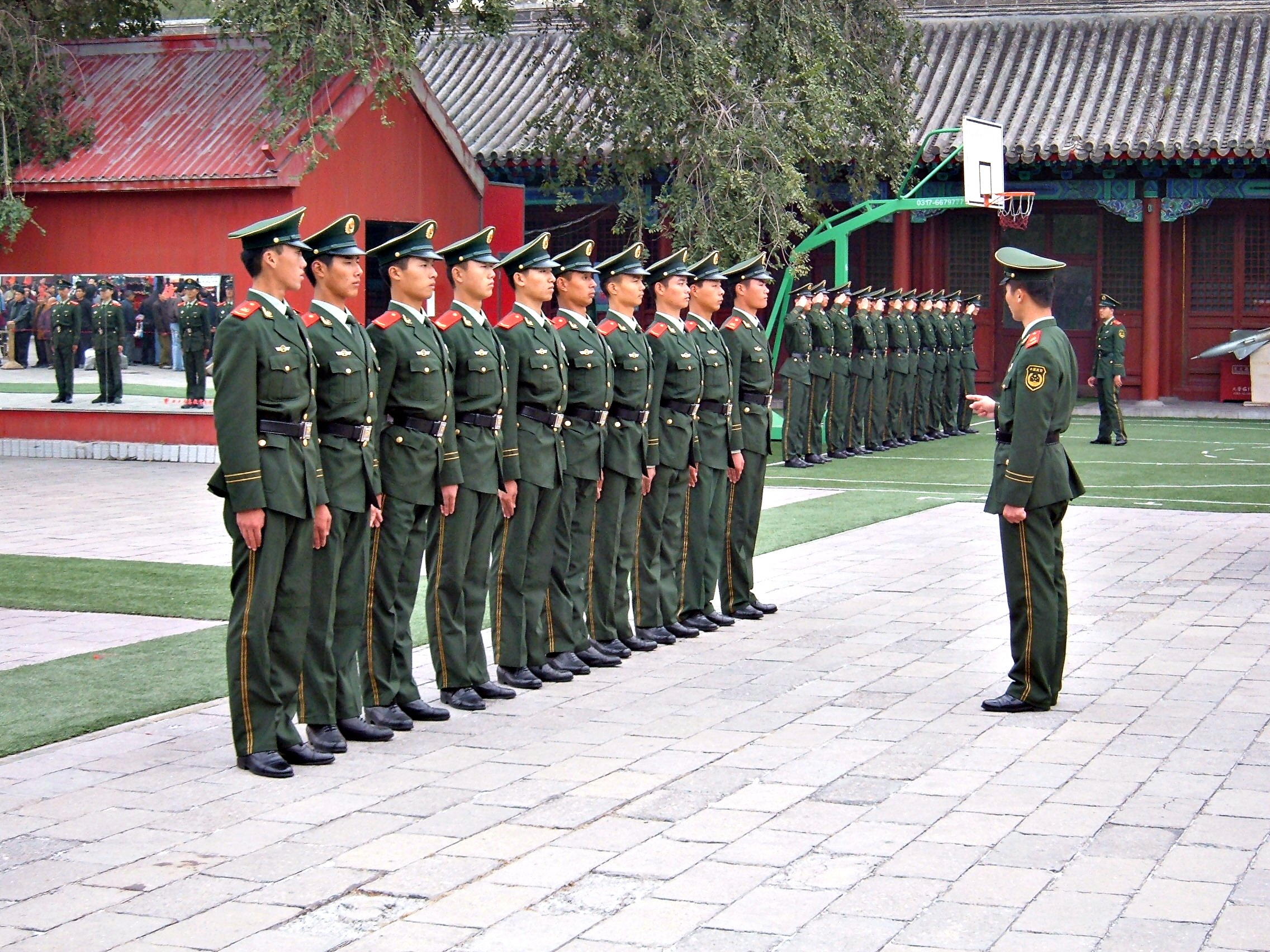
Tropas da Polícia Armada Popular

## Relacionamento com outras organizações
As Forças Terrestres do Exército de Libertação Popular mantém relações estreitas com várias organizações paramilitares na China, principalmente a Polícia Armada do Povo e a Milícia (também conhecida como Milícia da China). Ambas as organizações paramilitares atuam como uma força de reserva para as Forças Terrestres do ELP durante um período de emergência nacional, como guerra ou desastre natural. A Polícia Armada do Povo é composta por aproximadamente 1,5 milhão de funcionários. Sua principal missão em tempos de paz e a segurança interna e o combate ao terrorismo.
A Milícia é uma força de massa engajada na produção diária sob a liderança do Partido Comunista Chinês e faz parte das forças armadas chinesas. Sob o comando dos órgãos militares, desempenha funções como serviços de preparação para a guerra, tarefas de operações de segurança e defesa e assistência na manutenção da ordem social e da segurança pública. A Milícia conta com cerca de 3 milhões de homens e mulheres em serviço.